# Christiana pietas
Christiana pietas (« la piété chrétienne » en latin) est un motu proprio publié par Sixte V le 22 octobre 1586. Il autorise le retour de la communauté juive dans les États pontificaux. Avec ce texte, Sixte V révoque la plupart des directives promulguées par Pie V dans sa bulle pontificale Hebraeorum gens (1569),  qui interdisait aux Juifs de résider dans les États du pape.
Moins de sept ans plus tard, le 25 février 1593, la bulle Caeca et obdurata de Clément VIII annule les dispositions de Christiana pietas et ordonne aux Juifs de quitter les États pontificaux dans un délai de trois mois.

## Histoire
Le sort des Juifs dans les États pontificaux est indissociable de leur statut de cives romani (« citoyens romains »), c'est-à-dire d'habitants soumis aux mêmes obligations et aux mêmes charges fiscales que les autres. Des siècles durant, ce statut est resté à la merci de l'instauration de règlements visant à faire de leur singularité religieuse une infériorité civique, autrement dit à les transformer en citoyens de seconde zone.
Dans la Rome de la Contre-Réforme, la bulle pontificale de Paul IV Cum nimis absurdum (14 juillet 1555) réactualise les lois anti-juives et impose aux Juifs diverses restrictions à leurs libertés.
Par un bref apostolique du 8 août 1561, puis avec la constitution apostolique Dudum a felicis recordationis du 27 février 1562, Pie IV autorise les Juifs à exercer leurs négoces et leurs métiers (mercaturas ac artes) en dehors du ghetto. Il leur restitue les privilèges abolis par Cum nimis absurdum,. 
Le 19 avril 1566, la constitution Romanus pontifex de Pie V confirme la bulle de Paul IV et révoque Dudum a felicis recordationis.  Sa bulle Hebraeorum gens (26 février 1569) ordonne aux Juifs de quitter les villes des États pontificaux, à l’exception de Rome et d’Ancône, où ils peuvent continuer à commercer avec les peuples d’Orient.

## Contenu
Avec Christiana pietas (22 octobre 1586), Sixte V dispose que tous les Juifs, « de n’importe quel sexe, niveau, condition et état », sont libres d'exercer « toute sorte d’art, d’activité, d'échange et de commerce, sauf le négoce de grain, de froment, de vin, du bail à cheptel et de l’ensemencement des grains ». Il leur est permis de s’associer à des chrétiens et d'entretenir avec eux des « relations familières et amicales ».
En outre, les directives de Christiana pietas établissent la compétence des évêques et des gouverneurs pour juger les litiges entre juifs mais aussi entre juifs et chrétiens. Elles affirment également que seul le droit chrétien est applicable devant les tribunaux, et que, partant, les Juifs peuvent « se servir des notaires, des sollicitateurs, des procurateurs et des avocats chrétiens »,.
Toutefois, avec la constitution Caeca et obdurata du 25 février 1593, Clément VIII réaffirme les restrictions imposées par Paul IV et Pie V. Il ordonne notamment l'expulsion des Juifs de tous les territoires de ses États, à l’exception de Rome, d’Ancône et d’Avignon.